# Suzuki Swift II
Pour un article plus général, voir Suzuki Swift.
La Suzuki Swift est une citadine polyvalente du constructeur automobile japonais Suzuki commercialisée à partir de 2010. Elle est la seconde génération de Swift et elle est restylée en 2014. Au total on compte 29 versions différentes du modèle : Carrosserie 3 portes ou 5 portes, Motorisation essence ou diesel, 2 roues motrices ou 4 roues motrices, boite manuelle ou boite automatique.

## Phase 1 (2010-2014)

### Motorisations

#### Swift 1.2 VVT
Pour la version essence de la Swift, Suzuki abandonne son ancien 1.3 essence de 92 ch contre un nouveau bloc 1.2 de 94 ch, dérivé de celui de la Splash. Le quatre cylindres en ligne à distribution variable "VVT" et ses 16 soupapes permet à cette citadine d'effectuer une accélération de 0 à 100 km/h en 12.3 secondes et d'atteindre une vitesse maximale de 165 km/h.

#### Swift 1.3 DDiS
Commercialisée à partir du premier 1er septembre 2010, la version diesel de la Swift est munie d'un bloc moteur 1,3 l DDiS d’origine Fiat. D'une puissance de 75 chevaux, cette nouvelle version diesel évolue notamment du point de ses émissions en CO2, elles descendent à 109 g/km contre 120 grammes pour la version précédente. La consommation de carburant suit la même voie, en cycle mixte normalisée avec le 1.3 DDiS réactualisé, elle est donnée pour 4,2 l /100 km (4,5 l pour la précédente Swift Diesel). Malgré une prise de poids de 105 kg (1 100 kg) par rapport à sa version précédente, la Swift fait partie des citadines diesel de moins de 80 chevaux des plus vives, avec 13,5 secondes sur le 0 à 100 km/h et 35,4 secondes sur le 1000 m départ arrêté.

#### Tableau comparatif des motorisations de la Swift Phase 1[1]
| Motorisation                                           | Essence                | Essence                | Essence                | Essence                | Essence                | Diesel                            | Diesel                            |
| Motorisation                                           | 1.2 VVT (BVM)          | 1.2 VVT (BVA)          | 1.2 VVT (BVM)          | 1.2 VVT (BVA)          | 1.2 VVT 4x4 (BVM)      | 1.3 DDiS                          | 1.3 DDiS                          |
| ------------------------------------------------------ | ---------------------- | ---------------------- | ---------------------- | ---------------------- | ---------------------- | --------------------------------- | --------------------------------- |
| Nombre de portes                                       | 3                      | 3                      | 5                      | 5                      | 5                      | 3                                 | 5                                 |
| Type                                                   | K12B                   | K12B                   | K12B                   | K12B                   | K12B                   | D13A                              | D13A                              |
| Roues Motrices                                         | Traction avant         | Traction avant         | Traction avant         | Traction avant         | Intégrale              | Traction avant                    | Traction avant                    |
| Cylindrée en cm3                                       | 1242                   | 1242                   | 1242                   | 1242                   | 1242                   | 1248                              | 1248                              |
| Nombre de cylindres                                    | 4                      | 4                      | 4                      | 4                      | 4                      | 4                                 | 4                                 |
| Nombre de soupapes                                     | 16                     | 16                     | 16                     | 16                     | 16                     | 16                                | 16                                |
| Alésage x Course en mm                                 | 73.0 × 74.2            | 73.0 × 74.2            | 73.0 × 74.2            | 73.0 × 74.2            | 73.0 × 74.2            | 69.6 × 82                         | 69.6 × 82                         |
| Taux de compression                                    | 11                     | 11                     | 11                     | 11                     | 11                     | 16.8                              | 16.8                              |
| Puissance en kW                                        | 69 à 6 000 tr/min      | 69 à 6 000 tr/min      | 69 à 6 000 tr/min      | 69 à 6 000 tr/min      | 69 à 6 000 tr/min      | 55 à 4 000 tr/min                 | 55 à 4 000 tr/min                 |
| Puissance en ch                                        | 94 à 6 000 tr/min      | 94 à 6 000 tr/min      | 94 à 6 000 tr/min      | 94 à 6 000 tr/min      | 94 à 6 000 tr/min      | 75 à 4 000 tr/min                 | 75 à 4 000 tr/min                 |
| Puissance Administrative                               | 05                     | 05                     | 05                     | 05                     | 05                     | 04                                | 04                                |
| Couple Maximum                                         | 118 N m à 4 800 tr/min | 118 N m à 4 800 tr/min | 118 N m à 4 800 tr/min | 118 N m à 4 800 tr/min | 118 N m à 4 800 tr/min | 190 N m à 1 750 tr/min            | 190 N m à 1 750 tr/min            |
| Alimentation                                           | Injection Multipoint   | Injection Multipoint   | Injection Multipoint   | Injection Multipoint   | Injection Multipoint   | Injection Directe à rampe commune | Injection Directe à rampe commune |
| Masses                                                 |                        |                        |                        |                        |                        |                                   |                                   |
| Poids à vide en kg                                     | 945                    | 975                    | 960                    | 990                    | 1035                   | 1055                              | 1065                              |
| Poids remorquable en kg (Remorque freinée-non freinée) | 1000 - 400             | 200 - 200              | 1000 - 400             | 200 - 200              | 1000 - 400             | 900-400                           | 900-400                           |
| Données annexes                                        |                        |                        |                        |                        |                        |                                   |                                   |
| Nombre de places                                       | 4                      | 4                      | 5                      | 5                      | 5                      | 4                                 | 5                                 |
| Rayon de braquage en m                                 | 5.2                    | 5.2                    | 5.2                    | 5.2                    | 5.2                    | 5.2                               | 5.2                               |
| Capacité du réservoir en l                             | 42                     | 42                     | 42                     | 42                     | 40                     | 42                                | 42                                |
| Performances                                           |                        |                        |                        |                        |                        |                                   |                                   |
| Vitesse maximum                                        | 165                    | 160                    | 165                    | 160                    | 165                    | 165                               | 165                               |
| 0 à 100 km/h en s                                      | 12.3                   | 13.5                   | 12.3                   | 13.5                   | 13.4                   | 12.7                              | 12.7                              |
| Consommations et CO2                                   |                        |                        |                        |                        |                        |                                   |                                   |
| Norme                                                  | Euro 5 b+              | Euro 5 b+              | Euro 5 b+              | Euro 5 b+              | Euro 5 b+              | Euro 5 b+                         | Euro 5 b+                         |
| Consommation de carburant en cycle mixte en l/100 km   | 5                      | 5.5                    | 5                      | 5.6                    | 4.9                    | 5.5                               | 5.5                               |
| Émissions de CO2 en g/km Norme (NEDC)                  | 116                    | 126                    | 116                    | 129                    | 112                    | 126                               | 126                               |
| Émissions de CO2 en g/km Norme (WLTP)                  | -                      | -                      | -                      | -                      | -                      | -                                 | -                                 |

### Finitions
- Suzuki Swift II Phase 1 3portes de 3/4 arrièreAvantage
- Privilège
- Pack
- So'City

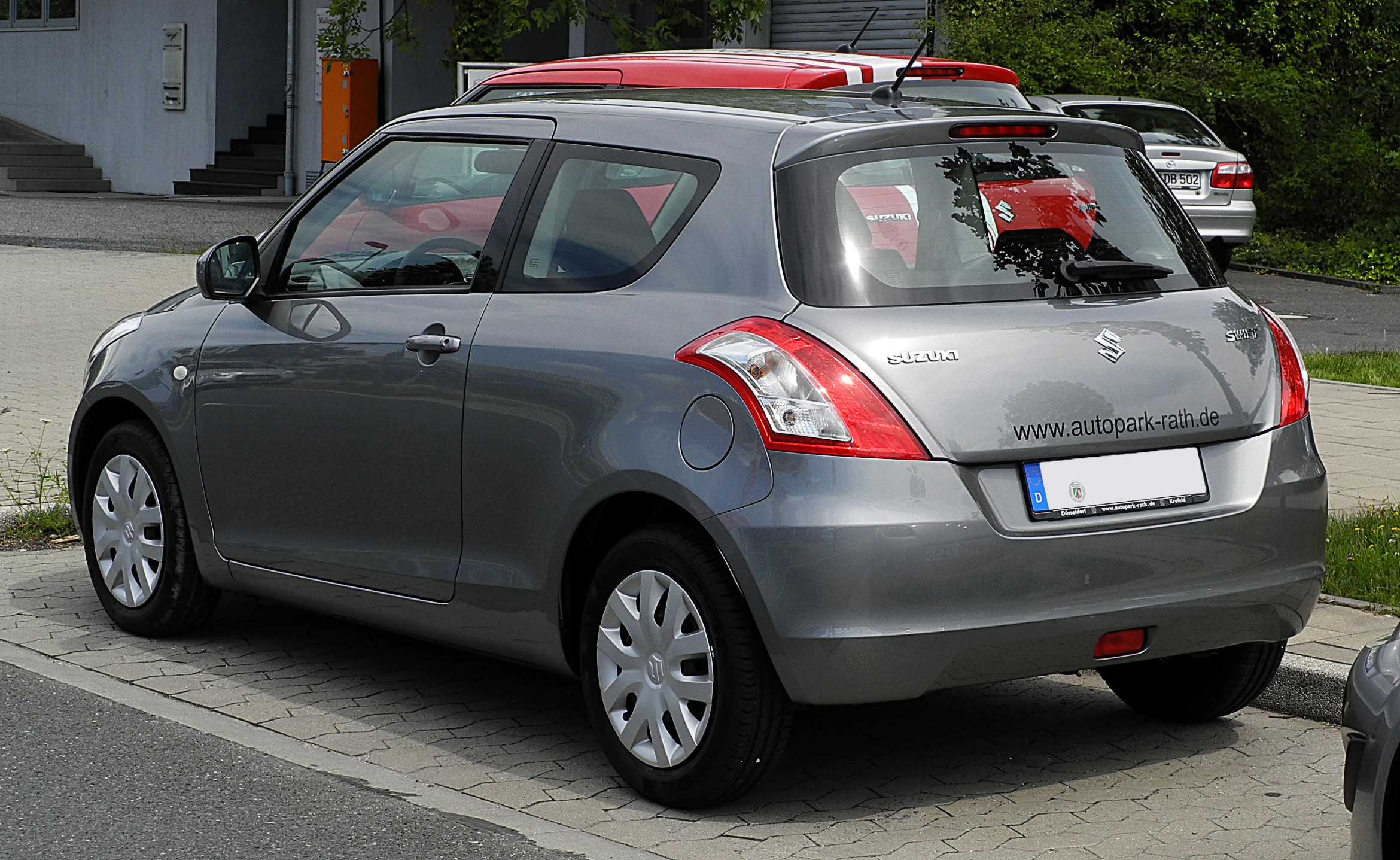
Suzuki Swift II Phase 1 3portes de 3/4 arrière

La Swift II Phase 1 est disponible en 9 couleurs métallisées :
- Sunburst Yellow Metallisé
- Superior White
- Cool White Pearl Metallisé
- Silky Silver Metallisé
- Galactic Grey Metallisé
- Cosmic Black Pearl  Metallisé
- Bison Brown Metallisé
- Bright Red
- Boost Blue Pearl Metallisé

## Phase 2 (2014-2017)

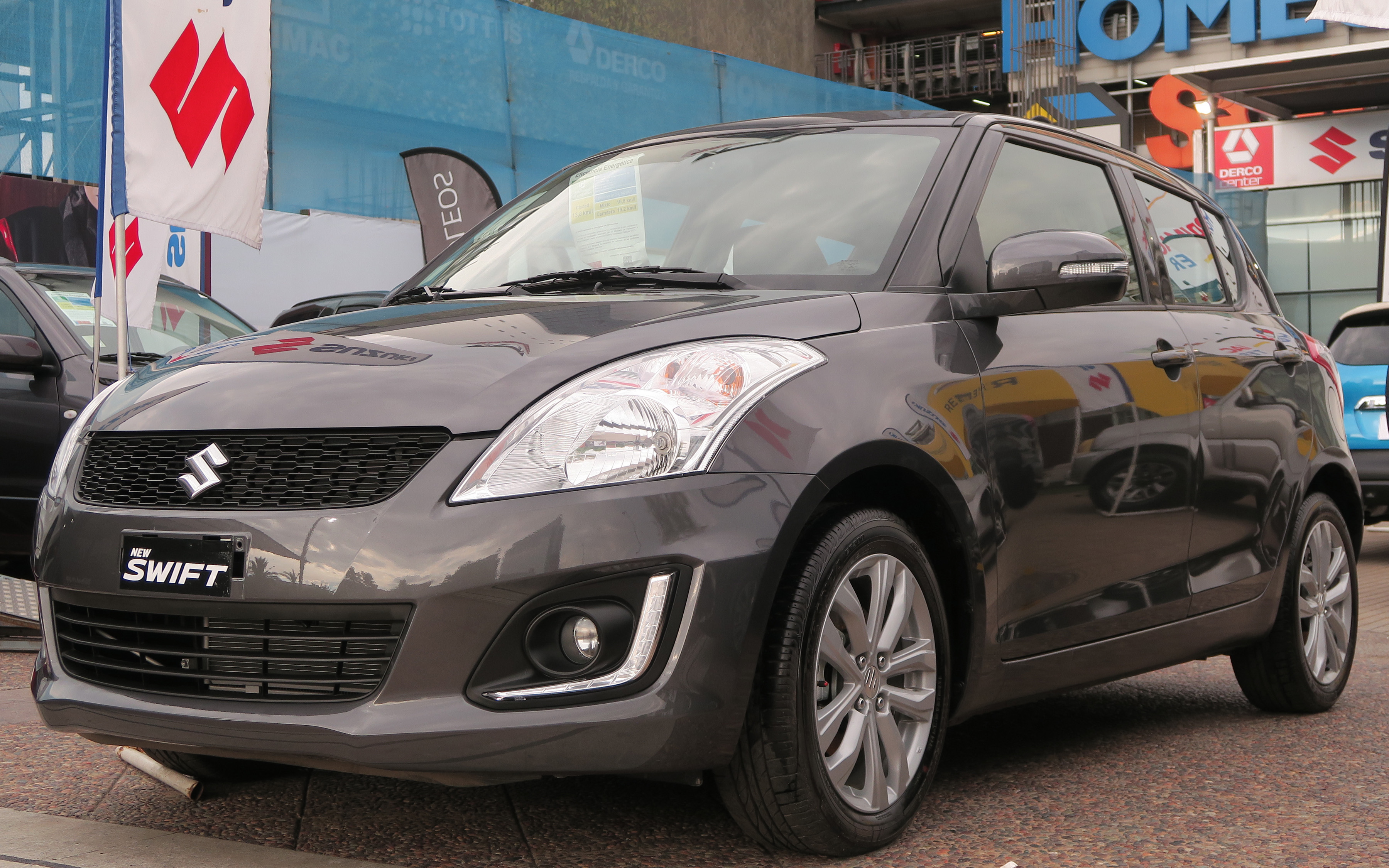
Suzuki Swift II Phase 2 de 3/4 avant

La Suzuki Swift Phase 2 est reconduite sur les mêmes niveaux de finitions.
La version Diesel ainsi que la version Essence boite automatique en 3 portes disparait du catalogue pour cette phase deux de la Swift.

### Motorisations
| Motorisation                                           | Essence                | Essence                | Essence                | Essence                | Diesel                            |
| Motorisation                                           | 1.2 VVT (BVM)          | 1.2 VVT (BVM)          | 1.2 VVT (BVA)          | 1.2 VVT 4x4 (BVM)      | 1.3 DDiS                          |
| ------------------------------------------------------ | ---------------------- | ---------------------- | ---------------------- | ---------------------- | --------------------------------- |
| Nombre de portes                                       | 3                      | 5                      | 5                      | 5                      | 5                                 |
| Type                                                   | K12B                   | K12B                   | K12B                   | K12B                   | D13A                              |
| Roues Motrices                                         | Traction avant         | Traction avant         | Traction avant         | Intégrale              | Traction avant                    |
| Cylindrée en cm3                                       | 1242                   | 1242                   | 1242                   | 1242                   | 1248                              |
| Nombre de cylindres                                    | 4                      | 4                      | 4                      | 4                      | 4                                 |
| Nombre de soupapes                                     | 16                     | 16                     | 16                     | 16                     | 16                                |
| Alésage x Course en mm                                 | 73.0 × 74.2            | 73.0 × 74.2            | 73.0 × 74.2            | 73.0 × 74.2            | 69.6 × 82                         |
| Taux de compression                                    | 11                     | 11                     | 11                     | 11                     | 16.8                              |
| Puissance en kW                                        | 69 à 6 000 tr/min      | 69 à 6 000 tr/min      | 69 à 6 000 tr/min      | 69 à 6 000 tr/min      | 55 à 4 000 tr/min                 |
| Puissance en ch                                        | 94 à 6 000 tr/min      | 94 à 6 000 tr/min      | 94 à 6 000 tr/min      | 94 à 6 000 tr/min      | 75 à 4 000 tr/min                 |
| Puissance Administrative                               | 05                     | 05                     | 05                     | 05                     | 04                                |
| Couple Maximum                                         | 118 N m à 4 800 tr/min | 118 N m à 4 800 tr/min | 118 N m à 4 800 tr/min | 118 N m à 4 800 tr/min | 190 N m à 1 750 tr/min            |
| Alimentation                                           | Injection Multipoint   | Injection Multipoint   | Injection Multipoint   | Injection Multipoint   | Injection Directe à rampe commune |
| Masses                                                 |                        |                        |                        |                        |                                   |
| Poids à vide en kg                                     | 945                    | 960                    | 990                    | 1035                   | 1065                              |
| Poids remorquable en kg (Remorque freinée-non freinée) | 1000 - 400             | 1000 - 400             | 200 - 200              | 1000 - 400             | 900-400                           |
| Données annexes                                        |                        |                        |                        |                        |                                   |
| Nombre de places                                       | 4                      | 5                      | 5                      | 5                      | 5                                 |
| Rayon de braquage en m                                 | 5.2                    | 5.2                    | 5.2                    | 5.2                    | 5.2                               |
| Capacité du réservoir en l                             | 42                     | 42                     | 42                     | 40                     | 42                                |
| Performances                                           |                        |                        |                        |                        |                                   |
| Vitesse maximum                                        | 165                    | 165                    | 160                    | 165                    | 165                               |
| 0 à 100 km/h en s                                      | 12.3                   | 12.3                   | 13.5                   | 13.4                   | 12.7                              |
| Consommations et CO2                                   |                        |                        |                        |                        |                                   |
| Norme                                                  | Euro 5 b+              | Euro 5 b+              | Euro 5 b+              | Euro 5 b+              | Euro 5 b+                         |
| Consommation de carburant en cycle mixte en l/100 km   | 5                      | 5                      | 5.6                    | 4.9                    | 5.5                               |
| Émissions de CO2 en g/km Norme (NEDC)                  | 116                    | 116                    | 129                    | 112                    | 126                               |
| Émissions de CO2 en g/km Norme (WLTP)                  | -                      | -                      | -                      | -                      | -                                 |

### Finitions
- Avantage
- Privilège
- Pack
- So'City

La Swift II Phase 2 est disponible en 7 couleurs métallisées :
- Superior White
- Cool White Pearl Metallisé
- Silky Silver Metallisé
- Galactic Grey Metallisé
- Cosmic Black Pearl  Metallisé
- Bright Red
- Boost Blue Pearl Metallisé

Cette version de la Swift pouvait aussi être personnalisée avec un choix de couleurs spécifique pour le toit:
| Couleur de carrosserie       | Couleur de toit            | Couleur de toit              | Couleur de toit            | Couleur de toit        | Couleur de toit | Couleur de toit         |
| ---------------------------- | -------------------------- | ---------------------------- | -------------------------- | ---------------------- | --------------- | ----------------------- |
|                              | Cool White Pearl métallisé | Cosmic Black Pearl métallisé | Boost Blue Pearl métallisé | Silky Silver métallisé | Ablaze red      | Galactic Grey métallisé |
| Cool White Pearl métallisé   |                            | X                            | X                          |                        |                 | X                       |
| Cosmic Black Pearl métallisé | X                          |                              |                            | X                      | X               |                         |
| Galactic Grey métallisé      | X                          | X                            |                            |                        | X               |                         |
| Silky Silver métallisé       | X                          | X                            | X                          |                        |                 |                         |
| Boost Blue Pearl métallisé   | X                          |                              |                            |                        |                 |                         |

## Suzuki Swift Sport II Phase 1 (2010-2014)
Au salon de Francfort en 2011, la deuxième génération de Swift Sport est dévoilée, celle-ci sera commercialisée à partir de 2012. 
Équipée, tout comme la première version, d'un moteur essence 4-cylindres de 1,6 litre, sa puissance passe de 125 à 136 ch. Le couple suit la même tendance et progresse de 148 à 160 N m. La principale nouveauté vient de la boîte de vitesses qui gagne un sixième rapport. 
L'équipement s'enrichit, avec notamment des projecteurs au xénon, la climatisation automatique ou encore le volant multifonctions de série. 
Elle mesure 3,89 m, soit 12,5 cm de plus que sa devancière et 4 cm de plus que la Swift classique en raison de ses boucliers avant et arrière exclusifs. Elle affiche une largeur de 1695 mm, et une hauteur de 1510 mm. Le coffre présente un volume de 211 litres qui peut être porté à 892 litres une fois le dossier monobloc de la banquette rabattue.
Elle est lancée courant décembre en France, en version 3 portes 4 places à un prix avoisinant les 17000€.

### Motorisations
| Motorisation                                           | Essence                |
| Motorisation                                           | 1.6 VVT                |
| ------------------------------------------------------ | ---------------------- |
| Nombre de portes                                       | 3                      |
| Type                                                   | M16A                   |
| Roues Motrices                                         | Traction avant         |
| Cylindrée en cm3                                       | 1586                   |
| Nombre de cylindres                                    | 4                      |
| Nombre de soupapes                                     | 16                     |
| Alésage x Course en mm                                 | 78.0 × 83              |
| Taux de compression                                    | 11                     |
| Puissance en kW                                        | 100 à 6 900 tr/min     |
| Puissance en ch                                        | 136 à 6 900 tr/min     |
| Puissance Administrative                               | 08                     |
| Couple Maximum                                         | 160 N m à 4 400 tr/min |
| Alimentation                                           | Injection Multipoint   |
| Masses                                                 |                        |
| Poids à vide en kg                                     | 1040                   |
| Poids remorquable en kg (Remorque freinée-non freinée) | Ne peut remorquer      |
| Données annexes                                        |                        |
| Nombre de places                                       | 4                      |
| Rayon de braquage en m                                 | 5.2                    |
| Capacité du réservoir en l                             | 42                     |
| Performances                                           |                        |
| Vitesse maximum                                        | 195                    |
| 0 à 100 km/h en s                                      | 8.7                    |
| Consommations et CO2                                   |                        |
| Norme                                                  | Euro 5                 |
| Consommation de carburant en cycle mixte en l/100 km   | 6.4                    |
| Émissions de CO2 en g/km Norme (NEDC)                  | 147                    |
| Émissions de CO2 en g/km Norme (WLTP)                  | -                      |

### Finitions
La Swift Sport II Phase 1 est disponible en 5 couleurs métallisées :
- Cool White Pearl Metallisé
- Silky Silver Metallisé
- Galactic Grey Metallisé
- Cosmic Black Pearl  Metallisé
- Ablaze Red Pearl Métallisé

## Suzuki Swift Sport II Phase 2 (2014-2017)

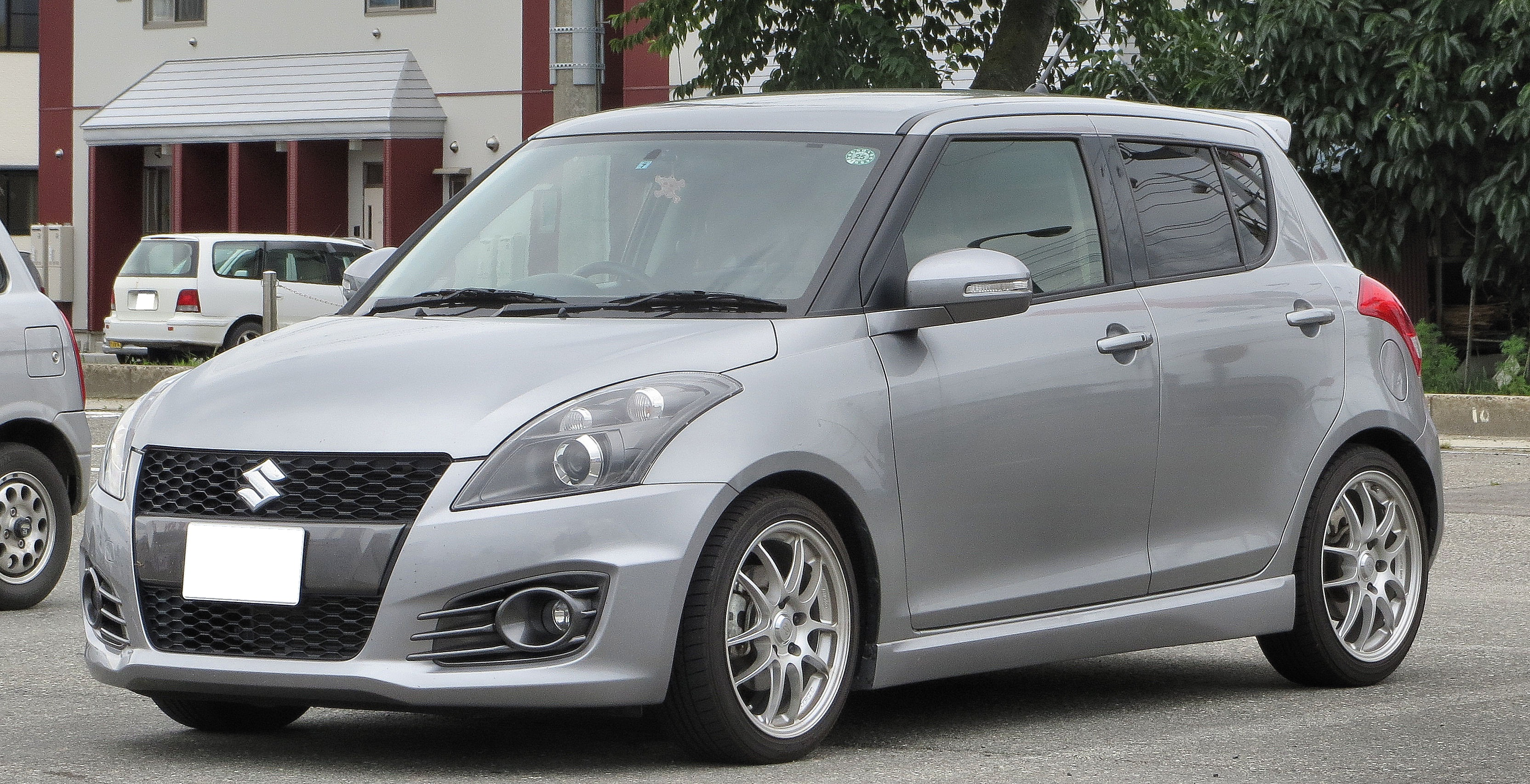
Suzuki Swift Sport II de 3/4 avant (ZC32S)

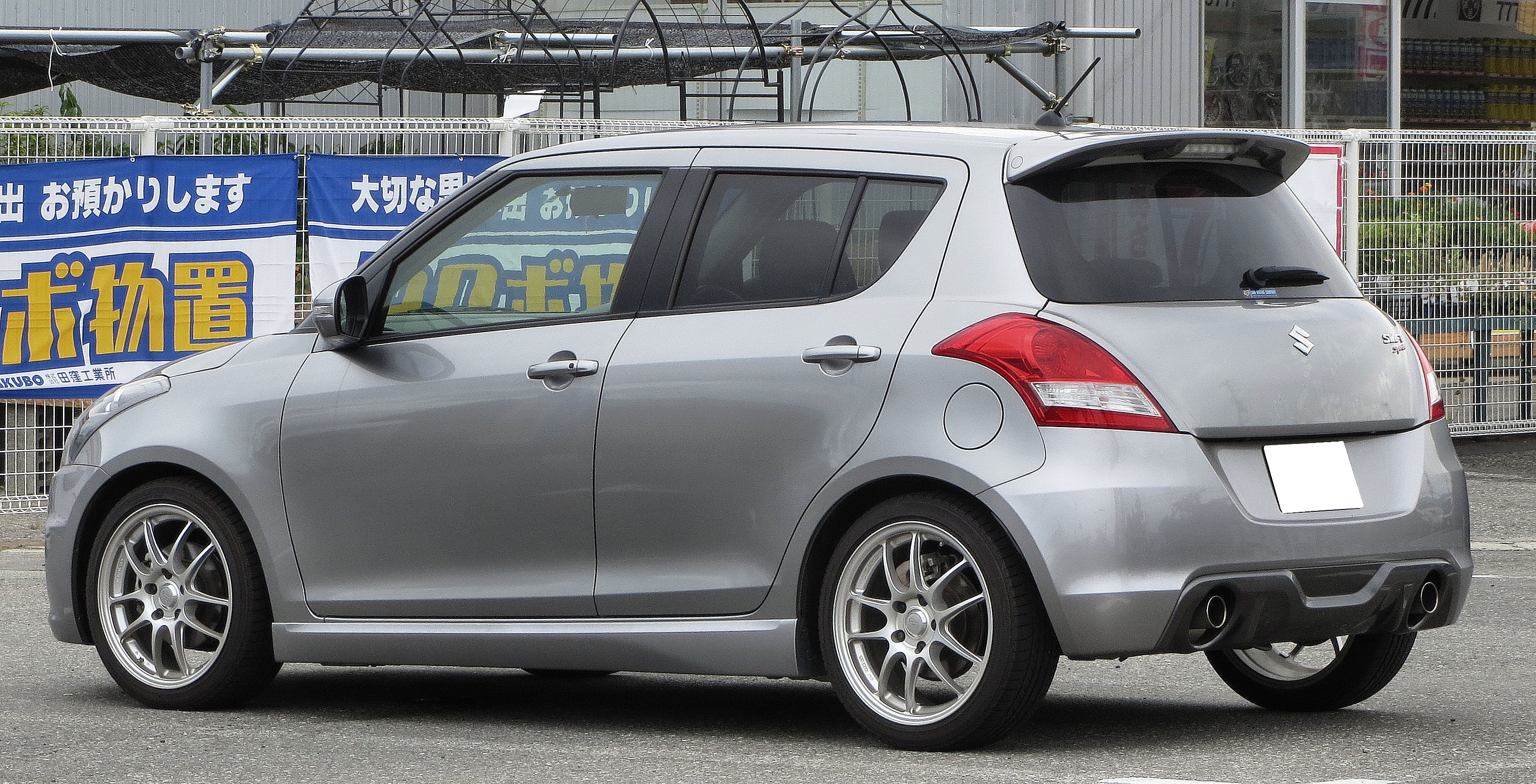
Suzuki Swift Sport II de 3/4 arrière (ZC32S)

La version Sport est maintenant disponible en 3 ou 5 portes et donc en 4 ou 5 places dans cette nouvelle version.
La motorisation de la Suzuki Swift Sport II Phase 1 est conservée sur cette version restylée.
| Motorisation                                           | Essence                | Essence                |
| Motorisation                                           | 1.6 VVT                | 1.6 VVT                |
| ------------------------------------------------------ | ---------------------- | ---------------------- |
| Nombre de portes                                       | 3                      | 5                      |
| Type                                                   | M16A                   | M16A                   |
| Roues Motrices                                         | Traction avant         | Traction avant         |
| Cylindrée en cm3                                       | 1586                   | 1586                   |
| Nombre de cylindres                                    | 4                      | 4                      |
| Nombre de soupapes                                     | 16                     | 16                     |
| Alésage x Course en mm                                 | 78.0 × 83              | 78.0 × 83              |
| Taux de compression                                    | 11                     | 11                     |
| Puissance en kW                                        | 100 à 6 900 tr/min     | 100 à 6 900 tr/min     |
| Puissance en ch                                        | 136 à 6 900 tr/min     | 136 à 6 900 tr/min     |
| Puissance Administrative                               | 08                     | 08                     |
| Couple Maximum                                         | 160 N m à 4 400 tr/min | 160 N m à 4 400 tr/min |
| Alimentation                                           | Injection Multipoint   | Injection Multipoint   |
| Masses                                                 |                        |                        |
| Poids à vide en kg                                     | 1045                   | 1045                   |
| Poids remorquable en kg (Remorque freinée-non freinée) | Ne peut remorquer      | Ne peut remorquer      |
| Données annexes                                        |                        |                        |
| Nombre de places                                       | 4                      | 5                      |
| Rayon de braquage en m                                 | 5.2                    | 5.2                    |
| Capacité du réservoir en l                             | 42                     | 42                     |
| Performances                                           |                        |                        |
| Vitesse maximum                                        | 195                    | 195                    |
| 0 à 100 km/h en s                                      | 8.7                    | 8.7                    |
| Consommations et CO2                                   |                        |                        |
| Norme                                                  | Euro 6                 | Euro 6                 |
| Consommation de carburant en cycle mixte en l/100 km   | 6.4                    | 6.4                    |
| Émissions de CO2 en g/km Norme (NEDC)                  | 147                    | 147                    |
| Émissions de CO2 en g/km Norme (WLTP)                  | -                      | -                      |

### Finitions
La Swift Sport II Phase 2 est disponible en 4 couleurs métallisées  :
- Cool White Pearl Metallisé
- Galactic Grey Metallisé
- Cosmic Black Pearl  Metallisé
- Boost Blue Pearl Metallisé